# Wielkopole (Ukraina)
Wielkopole – wieś na Ukrainie w rejonie jaworowskim należącym do obwodu lwowskiego.